# Dezoksicitidin-trifosfat
Dezoksicitidin trifosfat (dCTP) je nukleozid trifosfat koji se koristi u DNK sintezi. dCTP se koristi u polimeraznoj lančanoj reakciji. Hemijska jednačina tog procesa je:
(DNA)n + dCTP ↔ (DNA)n-C + 
Dezoksicitidin trifosfatni  (pirofosfat) se odvaja i dCMP se inkorporira u DNK lanac na 3' kraju. Subsekventna hidroliza  molekula pomera ravnotežu reakcije na desnu stranu, i.e. inkorporaciju nukleotida u rastući DNK lanac.

## Literatura
- Даринка Кораћевић; Гордана Бјелаковић; Видосава Ђорђевић. Биохемија. савремена администрација. ISBN 978-86-387-0622-8.

## Spoljašnje veze
- Deoxycytidine+triphosphate на 